# راکی ریج (مریلند)
راکی ریج (به انگلیسی: Rocky Ridge) یک منطقهٔ مسکونی در ایالات متحده آمریکا است که در شهرستان فردریک، مریلند واقع شده‌است.